# Руберс, Элин
Элин Руберс (нидерл. Eline Roebers; род. 22 мая 2006, Амстердам) — нидерландская шахматистка, международный мастер (2022). Чемпионка Нидерландов (2023). В 2022 году выиграла чемпионат Нидерландов среди юношей. В составе сборной Нидерландов — участница командного чемпионата Европы (2021) и олимпиады 2022. В 2020 году выиграла онлайн-чемпионат мира среди девочек до 14 лет и стала первой нидерландской шахматисткой, победившей в молодёжном чемпионате мира в одной из возрастных категорий. Элин начала играть в шахматы в семилетнем возрасте, её тренер — международный мастер Роберт Рис. Отец Элин — мастер ФИДЕ Ян Руберс.

## Карьера

### 2021
В августе 2021 года Руберс выиграла турнир по швейцарской системе в Брюгге. Набрав 7,5 очков из 9, она вошла в делёж первого места и оказалась лучшей по дополнительным показателям.
На женском командном чемпионате Европы 2021 года завоевала индивидуальную бронзовую медаль на второй доске.

### 2022
В январе 2022 года выиграла Untergrombach Open в Германии и стала самым молодой шахматисткой, которой удалось это сделать, а также первой женщиной, выигравшей этот турнир. В последнем туре она выиграла партию у гроссмейстера Вячеслава Иконникова и с 6,5 очками из 7 заняла чистое первое место.
На Шахматной олимпиаде выступила на первой доске в составе сборной Нидерландов с результатом 7,5/10 (+6-1=3) и завоевала индивидуальную серебряную медаль.

### 2023
В январе 2023 года Руберс приняла участие в побочном турнире Tata Steel Challengers в Вейк-ан-Зее, в рамках которого обыграла во втором туре гроссмейстера Эрвина Л’Ами. В этой партии она на 35-м ходу пожертвовала ферзя.
В июле приняла участие в Кубке мира среди женщин, где последовательно обыграла трёх соперниц со счётом 2-0 (в их числе — Клаудия Кулон), прежде чем потерпеть поражение в матче против Харики Дронавалли.
В августе занимала первое место в рейтинг-листе юниорок.

### 2024
В январе 2024 года во второй раз приняла участие в побочном турнире Tata Steel Challengers, в рамках которого нанесла поражение двум рейтинг-фаворитам турнира — Хансу Ниманну и Мустафе Йылмазу, однако проиграла все остальные партии и заняла последнее место. В августе 2024 года была лучшей среди женщин в турнире «А» на шахматном фестивале «РТУ Опен».